# Villa Lang
La villa Lang est une maison construite par l'architecte Lucien Weissenburger à Nancy, au no 1 boulevard Georges-Clemenceau dans le parc de Saurupt. Cet édifice est l'une des représentations du courant art nouveau de l'École de Nancy.

## Historique
La villa, située dans la cité-jardin du parc de Saurupt, est construite de 1905 à 1906 pour Henri Emmanuel Lang (1881-1967), filateur, successeur de la firme Les Fils d'Emanuel Lang, par l'architecte Lucien Weissenburger dans le style Art nouveau.
Le gros-œuvre est exécuté par l'entreprise Fournier et Défaut. Weissenburger s'inspire ici des réalisations parisiennes d'Henri Sauvage et d'Hector Guimard.

## Protection au titre des monuments historiques
Les façades, toitures et clôtures ont été inscrites au titre des monuments historiques par un arrêté du 4 mai 1994.